# Isaac Kiese Thelin
Isaac Kiese Thelin (24 de juny de 1992) és un futbolista suec que juga de davanter pel Malmö FF i la selecció de futbol de Suècia. Va néixer de mare sueca i pare congolès.

## Carrera

### Carrera en equips

#### Inicis

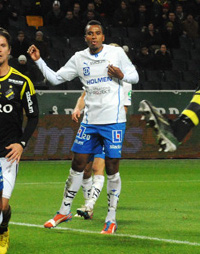
Kiese Thelin jugant per l'IFK Norrköping el 2013.

Kiese Thelin va començar la seva carrera al Karlslunds IF d'Örebro, un equip en què havia jugat a futbol des dels cinc anys. Va jugar a l'equip a la primera, segona i tercera divisió. El 2011, va ser transferit al recentment ascendit IFK Norrköping a l'Allsvenskan. Kiese Thelin va cridar l'atenció la temporada 2012 quan va aparèixer en onze partits per l'equip i va marcar dues vegades. La temporada 2013, en va jugar 25 i va marcar quatre gols. Després d'haver aparegut esporàdicament durant la temporada 2014, el 4 de juny de 2014 es va anunciar que Kiese Thelin havia signat un contracte de quatre anys amb l'equip de l'Allsvenskan i campió Malmö FF.

#### Malmö FF
El 4 de juny de 2014 es va anunciar que Kiese Thelin se n'aniria al Malmö FF. Es va anunciar que el Malmö FF estava en negociacions amb l'IFK Norrköping per completar el traspàs l'estiu de 2014 en comptes de fer-ho la temporada que s'acabava el contracte. El 5 de juliol de 2014 el Malmö FF va confirmar que Kiese Thelin s'uniria a l'equip el 15 de juliol de 2014. Va debutar la primera volta de la segona ronda de la qualificació de la Lliga de Campions de la UEFA 2014-2015 contra el FK Ventspils el 16 de juliol de 2014. Kiese Thelin demostraria tenir un paper crucial en l'equip que defensava la lliga sueca i es va qualificar per la fase de grups de la Lliga de Campions de la UEFA 2014-2015. En les seves catorze aparicions a la lliga va marcar cinc gols, el primer contra el Kalmar FF en un partit fora de casa el 19 de juliol de 2014. També va marcar dos gols importants per l'equip a la qualificació de la Lliga de Campions de la UEFA, el primer en un partit a fora contra el FK Ventspils el 23 de juliol de 2014 i el segon en un partit a fora contra l'Sparta Praga el 29 de juliol de 2014. En total, Kiese Thelin va participar en tots els dotze partits de la Lliga de Campions de la UEFA 2014-2015. Després de la temporada, va ser nomenat per jugador revelació de l'any als Svenska idrottsgalan. El 20 de gener de 2015 el Malmö FF va anunciar que havia arribat a un acord verbal amb el Girondins de Bordeus de la Ligue 1 per traspassar Kiese Thelin.

#### Bordeaux
El 22 de gener de 2015, l'equip de la Ligue 1 Girondins de Bordeus va confirmar el fitxatge de Kiese Thelin. Va signar un contracte fins al 2019. Va debutar al cap de dos dies en un empat a zero contra el SC Bastia, jugant tot el partit.

##### RSC Anderlecht
El 5 de gener de 2017, el davanter suec es va unir al gegant belga de la Jupiler League RSC Anderlecht en cessió. Va ser rescindit a l'Anderlecht el 24 de maig per la següent temporada. El 31 d'agost de 2017, l'RSC Anderlecht en va comprar els drets del Girondins de Bordeus i el va cedir al Waasland-Beveren.

## Carrera internacional
Kiese Thelin va ser elegit per la selecció sueca sub-17 de futbol el 2009, i va jugar tres partits i va marcar un gol. Thelin va ser seleccionat per la selecció sueca sub-21 el 2014 i va marcar dos gols en els seus dos primers partits. Va debutar internacionalment el 15 de novembre de 2014 contra Montenegro.
El maig de 2018 va ser seleccionat a l'equip de 23 de la selecció de futbol de Suècia per la Copa del Món de Futbol de 2018 a Rússia.

## Estadístiques

### Equip
Actualitzat el 5 de maig de 2018
| Equip                     | Temporada           | Lliga               | Lliga   | Lliga | Copa    | Copa | Continental | Continental | Altres  | Altres | Total   | Total |
| Equip                     | Temporada           | Divisió             | Partits | Gols  | Partits | Gols | Partits     | Gols        | Partits | Gols   | Partits | Gols  |
| ------------------------- | ------------------- | ------------------- | ------- | ----- | ------- | ---- | ----------- | ----------- | ------- | ------ | ------- | ----- |
| Karlslunds IF             | 2009                | Divisió 1           | 6       | 0     | —       | —    | —           | —           | —       | —      | 6       | 0     |
| Karlslunds IF             | 2010                | Divisió 2           | 21      | 10    | —       | —    | —           | —           | —       | —      | 21      | 10    |
| Karlslunds IF             | 2011                | Divisió 3           | 17      | 8     | 1       | 0    | —           | —           | —       | —      | 18      | 8     |
| Karlslunds IF             | Total               | Total               | 44      | 18    | 1       | 0    | 0           | 0           | 0       | 0      | 45      | 18    |
| IFK Norrköping            | 2011                | Allsvenskan         | 0       | 0     | 0       | 0    | —           | —           | —       | —      | 0       | 0     |
| IFK Norrköping            | 2012                | Allsvenskan         | 11      | 2     | 1       | 0    | —           | —           | —       | —      | 12      | 2     |
| IFK Norrköping            | 2013                | Allsvenskan         | 25      | 4     | 4       | 0    | —           | —           | —       | —      | 29      | 4     |
| IFK Norrköping            | 2014                | Allsvenskan         | 12      | 0     | 2       | 0    | —           | —           | —       | —      | 14      | 0     |
| IFK Norrköping            | Total               | Total               | 48      | 6     | 7       | 0    | 0           | 0           | 0       | 0      | 55      | 6     |
| Malmö FF                  | 2014                | Allsvenskan         | 14      | 5     | 0       | 0    | 12          | 2           | 1       | 1      | 26      | 7     |
| Bordeaux                  | 2014–15             | Ligue 1             | 15      | 1     | —       | —    | —           | —           | —       | —      | 15      | 1     |
| Bordeaux                  | 2015–16             | Ligue 1             | 7       | 0     | 0       | 0    | 5           | 1           | —       | —      | 12      | 1     |
| Bordeaux                  | 2016–17             | Ligue 1             | 7       | 2     | 2       | 0    | —           | —           | —       | —      | 9       | 2     |
| Bordeaux                  | Total               | Total               | 29      | 3     | 2       | 0    | 5           | 1           | 0       | 0      | 36      | 4     |
| Anderlecht                | 2016–17             | Primera divisió A   | 6       | 0     | 0       | 0    | 6           | 1           | 10      | 1      | 22      | 2     |
| Anderlecht                | 2017–18             | Primera divisió A   | 2       | 0     | 0       | 0    | 0           | 0           | 1       | 0      | 3       | 0     |
| Anderlecht                | Total               | Total               | 8       | 0     | 0       | 0    | 6           | 1           | 11      | 1      | 25      | 2     |
| Waasland-Beveren (cessió) | 2017–18             | Primera divisió A   | 33      | 19    | 3       | 0    | —           | —           | 0       | 0      | 36      | 19    |
| Total de la carrera       | Total de la carrera | Total de la carrera | 176     | 51    | 13      | 0    | 23          | 4           | 12      | 2      | 224     | 57    |

### Internacional
Actualitzat el 27 de juny de 2018
| Selecció nacional | Any   | Partits | Gols |
| ----------------- | ----- | ------- | ---- |
| Suècia            | 2014  | 2       | 0    |
| Suècia            | 2015  | 5       | 0    |
| Suècia            | 2016  | 3       | 1    |
| Suècia            | 2017  | 7       | 1    |
| Suècia            | 2018  | 6       | 0    |
| Total             | Total | 23      | 2    |

### Gols internacionals
Marcador i resultat final indiquen primer els gols de Suècia
| Número | Data                   | Seu                               | Contrincant | Marcador | Resultat final | Competició                                        |
| ------ | ---------------------- | --------------------------------- | ----------- | -------- | -------------- | ------------------------------------------------- |
| 1.     | 15 de novembre de 2016 | Groupama Arena, Budapest, Hongria |             | 2–0      | 2–0            | Partit amistós                                    |
| 2.     | 25 de març de 2017     | Friends Arena, Estocolm, Suècia   |             | 4–0      | 4–0            | Qualificació de la Copa del Món de Futbol de 2018 |

## Palmarès
Malmö FF
- Lliga sueca de futbol: 2014
- Copa sueca de futbol: 2014

Anderlecht
- Lliga belga de futbol: 2016-2017[15]
- Supercopa belga de futbol: 2017

Suècia sub-21
- Campionat europeu sub-21 de la UEFA: 2015